# Хайнрих Зитиг фом Хаген
Хайнрих Зитиг фом Хаген (на немски: Heinrich Sittig vom Hagen; * 22 юли 1637, Мюлхаузен; † 18 август 1696, Хипщет, Долна Саксония) е благородник от стария род Хаген в територията на Мюлхаузен в Тюрингия.

## Произход
Той е син на Кристоф фон Хаген († 1674, Нидергебра) и първата му съпруга Агнеса фон Мюшефал. Внук е на Кристоф фон Хаген († 1614) и Кристина фон Вестерхаген.

## Фамилия
Хайнрих Зитиг фом Хаген се жени за Сидония Елизабет фон Дахрьоден. Те имат децата:
- Ханс Кристоф фон Хаген († 1702)
- Бригита Сидония фом Хаген (* 1 януари 1683; † 8 август 1754), омъжена на 23 февруари 1713 г. за граф Ото Вилхелм фон Шьонбург-Лихтенщайн (1678 – 1747)
- Кристиана София фон Хаген
- Юлиана Мария фон Хаген